# Голяткіно (Нижньогородська область)
Голяткіно (рос. Голяткино) — село в Росії у складі Ардатовського району Нижньогородської області. Входить до складу Личадеєвської сільської ради.

## Географія
Розташоване за 18 км на північний схід від Ардатова на річці Нуча.

## Населення
| 1999 | 2002 | 2010 |
| ---- | ---- | ---- |
| 461  | ↘415 | ↘381 |